# 데술로
데술로(Desulo, 사르데냐어: Dèsulu)는 이탈리아의 사르데냐 지역, 누오로도에 있는 코무네이다. 칼리아리 북쪽으로 약 90 킬로미터 (56 mi), 누오로 남쪽으로 약 35 킬로미터 (22 mi) 떨어져 있다.

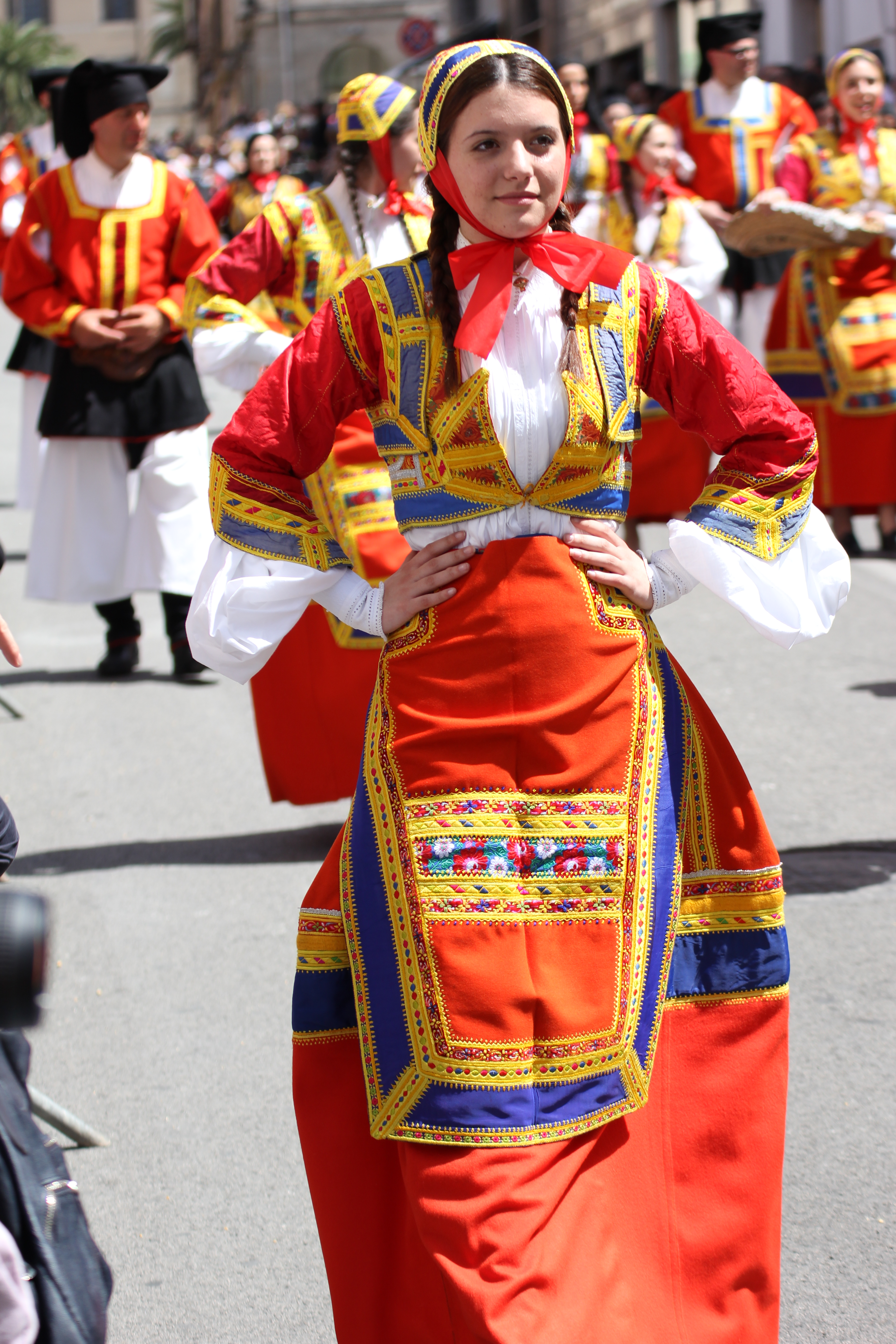
데술로의 민속 의상

데술로는 다음 지방 자치체와 접해 있다: 아리초, 아르차나, 벨비, 폰니, 오보다, 티아나, 토나라, 빌라그란데 스트리사일리.